# Aqüeducte del Pont del Cinto
L'Aqüeducte del Pont del Cinto és un aqüeducte de Castellvell del Camp (Baix Camp) protegit com a Bé Cultural d'Interès Local.

## Descripció
L'aqüeducte, situat al barranc del Roquís, consta de tres trams. L'agost de 2013 fou restaurat.

## Història
L'aqüeducte té més de dos-cents anys d'antiguitat, segons fan intuir els basaments de l'obra, encara que per fer una datació més exacta caldria fer-ne un examen. Inicialment aquesta obra hidràulica servia per transportar aigua des de diversos minats fins al poble de Castellvell, aquesta utilització però, s'ha perdut fa molts anys.